# 長野県立長野西高等学校
もしかして
- 長野県長野西高等学校

ではありませんか？